# リュビシャ・スパイッチ
リュビシャ・スパイッチ（セルビア語: Љубиша Спајић, ラテン文字転写: Ljubiša Spajić、1926年3月7日 - 2004年3月28日）は、セルビア（旧ユーゴスラビア）の元サッカー選手、サッカー指導者。ポジションはディフェンダー。

## 経歴
伝説的選手ライコ・ミティッチが現役を引退した後にレッドスター・ベオグラードのキャプテンマークを受け継いだディフェンダー。監督としてはギリシャとトルコのクラブを率いた。
ユーゴスラビア代表では1950年から1957年までの15試合に出場している。